# 藤塚 (春日部市)
藤塚（ふじつか）は、埼玉県春日部市の町丁。現行行政地名は藤塚のみ。丁番の設定のない単独町名である。住居表示未実施地区。郵便番号は344-0011。

## 地理
埼玉県の東部地域で、春日部市中央部の大落古利根川（昔の利根川）が造りだした沖積平野に位置する地区である。
東側を中川（庄内古川）を挟んで永沼や水角や新川、南側を銚子口や越谷市平方、西側を大落古利根川を挟んで備後東や緑町、北側を牛島と隣接する。北側は中川を挟んで下柳とも僅かに隣接する。藤塚の区域内に東側を除き三方を囲まれる形で六軒町、四方を囲まれる形で本田町が所在する。
地区内は北部を中心に大半が市街化区域で、主に第一種低層住居専用地域や第一種中高層住居専用地域の住宅地となっており、南部を中心に生産緑地地区の農地も点在して見られる。最南部は市街化調整区域で、畑などの農地の他、霊園が多く見られる。
地内の藤塚香取神社の辺りに河畔砂丘の藤塚砂丘（中川低地の河畔砂丘群のひとつ）がある。

### 河川
- 大落古利根川
- 中川（庄内古川）
- 八間堀

### 地価
住宅地の地価は、2018年（平成30年）の公示地価によれば、藤塚1520番地48の地点で7万4,200円/m2、藤塚2258番地31の地点で7万2,000円/m2となっている。

## 歴史
もとは江戸期より存在した下総国葛飾郡松伏領に属する藤塚村であった。古くは八郷下河辺荘のうちにあったという。寛永年間（1624年〜1645年）頃に武蔵国葛飾郡に属されたと思われる。村高は正保年間の『武蔵田園簿』では519石余（田94石余、畑424石余）、『元禄郷帳』によると667石余、『天保郷帳』によると669石余であった。助郷は日光街道粕壁宿に出役していた。1737年（元文2年）の戸数は152軒で、村の規模は東西8町、南北20町であった。
地名は諸説あり、地内に造られた富士塚によるものと云われている。
- はじめは幕府領、以降変遷なし[5]。
- 幕末の時点では武蔵国葛飾郡に属し、明治初年の『旧高旧領取調帳』の記載によると、代官・小笠原甫三郎支配所が管轄する幕府領、および寺社領（香取社領、東国寺領）であった[10]。
- 1868年（慶応4年）6月19日  - 代官支配地が下総知県事・佐々布直武（熊本藩士）の管轄となる。
- 1869年（明治2年）1月13日 - 下総知県事・水筑竜の管轄区域に葛飾県[10]を設置（葛飾郡も参照）。県庁は葛飾郡加村字坂之下に置かれる。
- 1871年（明治4年）11月13日 - 第1次府県統合により武蔵国葛飾郡のうち大場川および小合溜井以北の区域が埼玉県の管轄となる。
- 1879年（明治12年）3月17日 - 郡区町村編制法により成立した北葛飾郡に属す。郡役所は杉戸宿に設置。
- 1889年（明治22年）4月1日 - 町村制施行に伴い、藤塚村、銚子口村、赤沼村が合併し、北葛飾郡豊野村が成立[11]。藤塚村は豊野村の大字藤塚となる。
- 1930年（昭和5年）10月1日 - 地内に総武鉄道（現東武野田線）が開業する。
- 1945年（昭和20年）2月 - 豊野国民学校（現、春日部市立豊野小学校）の学級増に伴ない、藤塚香取神社および西蔵院（大字銚子口）に分教場を設置する[12]。
- 1947年（昭和22年）9月 - カスリーン台風の襲来により大きな被害を受ける[5]。
- 1954年（昭和29年）7月1日 -  南埼玉郡春日部町、豊春村、武里村、北葛飾郡幸松村と合併し、市制を施行して春日部市となる[13][14]。春日部市の大字となる。
- 1971年（昭和46年）5月16日 - 地内に春日部藤塚郵便局が開局する。
- 1972年（昭和47年）4月 - 地内に春日部市立第5保育所が設立される[15]。
- 1976年（昭和51年）5月19日 - 地内の一部か六軒町となる[16]。
- 1976年（昭和52年）12月26日 - 地内に春日部消防署豊野分署（現、春日部市消防本部豊野分署）が開署する[15]。
- 1978年（昭和53年）
  - 2月 - 地内に藤塚ポンプ場が完成する[15]。
  - 11月10日 - 地内の一部か本田町一丁目・二丁目となる[16]。これにより春日部藤塚郵便局は大字藤塚の区域から外れる。
- 1979年（昭和54年）4月1日 - 地内に春日部市立藤塚小学校が設置される[17]。
- 1981年（昭和56年）5月1日 - 地内に藤塚公民館が設置される[18][19]。
- 2005年（平成17年）
  - 3月 - 地区西端を流れる古利根川にゆりのき橋が架設され、都市計画道路藤塚米島線（ユリノキ通り）が部分開通する[15]。
  - 5月15日 - 地内に朝日自動車杉戸営業所の春日部駅（東口・西口） - ゆりのき橋 - 豊野工業団地線が開設される。
  - 10月1日 - 春日部市が北葛飾郡庄和町と合併し、新たな春日部市が発足、同時に住所標記の簡略化のため市内の大字が廃止され[20]、大字藤塚は丁番の設定のない藤塚となる[21]。
- 2013年（平成25年）5月11日 - 地内に都市計画道路藤塚米島線（はなみずき通り）が開通する[22]。

### 存在していた小字
- 川窪[23]
- 根郷
- 根郷下
- 本宮
- 五ツ屋
- 三本木
- 萩原
- 野口
- 新川
- 下谷
- 水角
- 谷中

## 世帯数と人口
2024年（令和6年）1月1日現在の世帯数と人口は以下の通りである
| 丁目 | 世帯数    | 人口     |
| ---- | --------- | -------- |
| 藤塚 | 4,872世帯 | 10,433人 |

## 小・中学校の学区
市立小・中学校に通う場合、学区は以下の通りとなる。
| 丁目 | 番地 | 小学校               | 中学校               |
| ---- | --- | -------------------- | -------------------- |
| 藤塚 | 1番地〜55番地、1700番地12、1701番地〜1704番地、1705番地5、1706番地8、1706番地33、1707番地、1734番地〜1738番地、1740番地2、1741番地5、1742番地、1743番地7〜1743番地9、1757番地〜1764番地、1766番地、2043番地〜2052番地、2053番地〜2076番地3、2171番地〜2245番地3、2254番地3〜2257番地2、2257番地4〜2789番地 | 春日部市立豊野小学校 | 春日部市立豊野中学校 |
| 藤塚 | 56番地〜1177番地、1179番地〜1185番地、1187番地〜1188番地、1192番地〜1195番地、1198番地〜1203番地、1209番地、1211番地〜1212番地、1397番地、1402番地、1406番地〜1410番地、1411番地、1413番地〜1417番地、1421番地、1423番地、1426番地〜1430番地2、2801番地〜2833番地、2886番地〜2929番地、2941番地〜2946番地 | 春日部市立藤塚小学校 | 春日部市立豊野中学校 |
| 藤塚 | 1223番地、1225番地〜1230番地、1233番地〜1364番地、1372番地〜1384番地、1389番地〜1390番地、1393番地、1431番地1〜1698番地、1699番地6、1700番地4〜1700番地5、1705番地1〜1705番地3、1706番地1〜1706番地7、1706番地9〜1706番地32、1706番地34、1708番地〜1733番地、1739番地、1740番地1、1740番地4〜1740番地12、1741番地1〜1741番地2、1741番地7〜1741番地9、1743番地1〜1743番地5、1744番地〜1755番地、1756番地1〜1756番地4、1765番地、1767番地、1768番地〜2034番地、2035番地〜2042番地、2851番地〜2885番地、2930番地〜2940番地、2951番地 | 春日部市立牛島小学校 | 春日部市立豊野中学校 |

## 交通
地区の北端部を東武鉄道野田線（東武アーバンパークライン）がかすめるが、鉄道駅は設置されていない。
同線の藤の牛島駅が徒歩圏内にあり。藤塚字荻原1520番48より藤の牛島駅までおよそ330 m離れている。また、西部では近傍に東武鉄道伊勢崎線（東武スカイツリーライン）一ノ割駅もあり、藤塚香取神社周辺など地内の一部では徒歩圏内にある。藤塚字下谷2258番地31より一ノ割駅までおよそ2,100 m離れている。

### 道路
- 埼玉県道10号春日部松伏線
- ユリノキ通り・はなみずき通り（正式名称：都市計画道路藤塚米島線）
- 古利根川緑道（自転車歩行者道）

### バス
朝日自動車杉戸営業所
- 春日部駅東口〜藤塚中央〜豊野工業団地線（系統番号：KB61 - KB64）
地区北端の埼玉県道10号およびユリノキ通り沿いに「ゆりのき橋東詰」、「藤塚中央」、「文化住宅入口」停留所が設置されている[25]。

春日部市コミュニティバス「春バス」
地区内を縦貫・巡回する路線は設定されていない。以前は「赤沼〜武里駅ルート」が設定され、「藤塚香取神社」や「霊園西」停留所などがあったが、2024年1月3日限りで廃止された（詳細は当該項目を参照）。

## 地域

### 寺社・史跡
- 藤塚砂丘
  - 藤塚香取神社
- 東国寺
- 淡嶋神社
- かすかべ霊園

### 公園・緑地
- 藤塚三本木公園・藤塚三本木緑地 - 古利根川の左岸に所在。牛島古川公園（牛島）と一体化している。春は桜の名所となる。
- 藤塚三本木第1公園
- 藤塚三本木第2公園
- 川の駅ふじつか公園
- 藤塚野口公園
- 藤塚根郷下公園
- 藤塚第5公園
- 藤塚第6公園
- 藤塚第7公園
- 藤塚第8公園
- 藤塚第9公園
- 藤塚第10公園
- 藤塚第11公園
- 藤塚第12公園
- 藤塚第13公園
- 藤塚第14公園
- 藤塚第15公園
- 藤塚第16公園

※ 藤塚第1公園・藤塚第4公園は六軒町、藤塚第2公園・藤塚第3公園・藤塚新田公園は本田町に所在する。

### 施設
- 春日部市立藤塚小学校
- 春日部市消防本部豊野分署
- 藤塚幼稚園
- 一の割幼稚園
- 春日部市立第5保育所
- 藤塚公民館
- 新川島集会所（藤塚1707−2）
- 藤塚新田集会所（藤塚862−3）
- 本田下集会所（藤塚124-1）

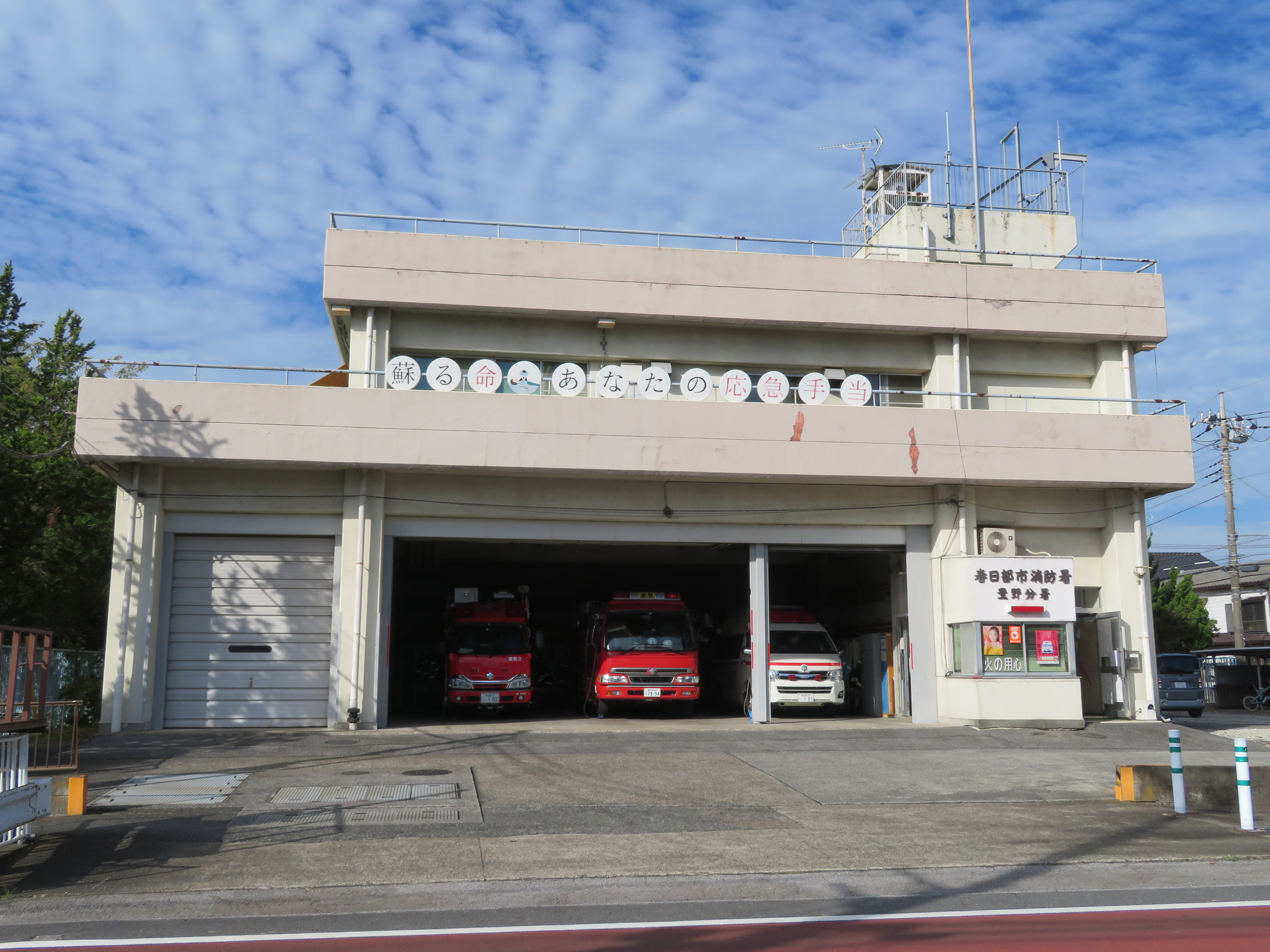
春日部市消防本部豊野分署

- 藤ヶ丘自治会集会所（藤塚1520−345）
- 区画整理記念館
- 市営藤塚根郷住宅
- 春日部ロイヤルケアセンター
- 藤塚ポンプ場

※ 春日部藤塚郵便局は本田町一丁目に所在する。